# Liste der Bodendenkmale in Schweringen
In der Liste der Bodendenkmale in Schweringen sind die Bodendenkmale der niedersächsischen Gemeinde Schweringen aufgeführt. Die Quelle ist der Denkmalatlas Niedersachsen. 
Der Stand der Liste ist der 12. Januar 2025.

Schweringen im Landkreis Nienburg

In den Spalten finden sich folgende Informationen des Bodendenkmales:
Lagegeographische Koordinaten
BezeichnungBezeichnung lt. Denkmalatlas
BeschreibungBeschreibung lt. Denkmalatlas
IDObjekt-ID
BildBild, ggf. zusätzlich mit Link zu weiteren Fotos im Medienarchiv Wikimedia Commons.

## Schweringen
| Lage                      | Bezeichnung              | Beschreibung                                          | ID       | Bild |
| ------------------------- | ------------------------ | ----------------------------------------------------- | -------- | ---- |
| 52° 44′ 7″ N, 9° 8′ 34″ O | Schweringen 4, Grabhügel | Durchmesser ca. 15 m und Höhe ca. 1,5 m, hochgewölbt. | 36261988 | BW   |

### Schweringen 20
- ID:36742446
- 28 Grabhügel der Gruppe sind erhalten, 19 obertägig zerstört.

| Lage                      | Bezeichnung    | Beschreibung | ID       | Bild |
| ------------------------- | -------------- | --- | -------- | ---- |
| 52° 44′ 1″ N, 9° 8′ 6″ O  | Schweringen 21 | Durchmesser ca. 9 m und Höhe ca. 0,4 m.                                                                                | 36740873 | BW   |
| 52° 44′ 0″ N, 9° 8′ 5″ O  | Schweringen 22 | Durchmesser ca. 9 m und Höhe ca. 0,4 m.                                                                                | 36740895 | BW   |
| 52° 44′ 0″ N, 9° 8′ 6″ O  | Schweringen 23 | Durchmesser ca. 7 m und Höhe ca. 0,4 m, alte Störungen durch Aufforstungsmaßnahmen.                                    | 36740990 | BW   |
| 52° 44′ 0″ N, 9° 8′ 5″ O  | Schweringen 24 | Durchmesser ca. 8 m und Höhe ca. 0,4 m, alte Störungen durch Aufforstungsmaßnahmen.                                    | 36741088 | BW   |
| 52° 43′ 59″ N, 9° 8′ 6″ O | Schweringen 25 | Durchmesser ca. 9 m und Höhe ca. 0,4 m, alte Störung durch Aufforstungsmaßnahme.                                       | 36741199 | BW   |
| 52° 43′ 59″ N, 9° 8′ 5″ O | Schweringen 26 | Durchmesser ca. 11 m und Höhe ca. 0,5 m, alte Störung durch Aufforstungsmaßnahme.                                      | 36741353 | BW   |
| 52° 43′ 59″ N, 9° 8′ 5″ O | Schweringen 27 | Durchmesser ca. 10 m und Höhe ca. 0,5 m, alte Störungen durch Aufforstungsmaßnahmen, an einer Seite mehrere Tiergänge. | 36741418 | BW   |
| 52° 44′ 0″ N, 9° 8′ 4″ O  | Schweringen 28 | Durchmesser ca. 12 m und Höhe ca. 1 m.                                                                                 | 36741432 | BW   |
| 52° 43′ 59″ N, 9° 8′ 4″ O | Schweringen 29 | Durchmesser ca. 9 m und Höhe ca. 0,4 m, alte Störungen durch Aufforstungsmaßnahmen.                                    | 36741522 | BW   |
| 52° 43′ 59″ N, 9° 8′ 4″ O | Schweringen 31 | Durchmesser ca. 9 m und Höhe ca. 0,5 m, alte Störungen durch Aufforstungsmaßnahmen.                                    | 36741571 | BW   |
| 52° 43′ 58″ N, 9° 8′ 5″ O | Schweringen 32 | Durchmesser ca. 8 m und Höhe ca. 0,5 m, alte Störungen durch Aufforstungsmaßnahmen.                                    | 36741585 | BW   |
| 52° 43′ 59″ N, 9° 8′ 4″ O | Schweringen 33 | Durchmesser ca. 10 m und Höhe ca. 0,5 m, Kuppe etwas eingedellt, alte Störung durch Aufforstungsmaßnahmen.             | 36741599 | BW   |